# Ruthie Bolton
Alice Ruth „Ruthie” Bolton, po mężu Holifield (ur. 25 maja 1967 w Lucedale) – amerykańska koszykarka występująca na pozycji rzucającej, dwukrotna mistrzyni olimpijska (1996, 2000), mistrzyni świata (1998), członkini Żeńskiej Galerii Sław Koszykówki. Po zakończeniu kariery zawodniczej trenerka koszykarska.

## Osiągnięcia
Na podstawie, o ile nie zaznaczono inaczej.
NCAA
- 2-krotna wicemistrzyni NCAA (1987, 1989)
- Uczestniczka rozgrywek:
  - NCAA Final Four (1987–1989)
  - Sweet 16 turnieju NCAA (1986–1989)
- Mistrzyni:
  - turnieju konferencji Southeastern (SEC – 1987)
  - sezonu regularnego SEC (1987–1989)
- Zaliczona do:
  - I składu:
    - NCAA Final Four (1988)
    - Academic All-SEC (1988, 1989)

  - II składu SEC (1989)

WNBA
- Uczestniczka meczu gwiazd WNBA (1999, 2001)
- Zaliczona do I składu WNBA (1997)
- Wyróżniona przy okazji wyboru WNBA All-Decade Team (2006)
- Drużyna Monarchs zastrzegła należący do niej numer 6 (2005)

Inne
- Mistrzyni Turcji (1997)
- Zdobywczyni:
  - pucharu Turcji (1997)
  - Superpucharu Włoch (2002)
- Zaliczona do galerii sław:
  - Żeńskiej Koszykówki (2011)
  - Sportu stanu Alabama (2014)
- Zwyciężczyni konkursu NBA 2 Ball (2001)

Reprezentacja
- Mistrzyni:
  - świata (1998)
  - olimpijska (1996, 2000)
  - uniwersjady (1991)
  - Igrzysk Dobrej Woli (1994)
  - Ameryki (1993)
- Brązowa medalistka mistrzostw świata (1994)
- Koszykarka Roku USA Basketball (1991)
- Liderka igrzysk olimpijskich w przechwytach (1996)